# Wybrand Hendricks
Wybrand Hendricks (Amszterdam, 1744. június 24. – Haarlem, 1831. január 28.) holland portréfestő.

## Életútja
Szobrász családban született. Apja Hendrik Hendriks (1704 körül – 1782) elismert szobrászművész volt, anyja Aaltje Claasdr. Mindkét testvére ifj. Hendrik és Frans szintén apjuk hivatását követték és szobrászok lettek. Egyetlen lánytestvére a szintén szobrász Rijk Rijkéhoz ment feleségül.
A Rijksbureau voor Kunsthistorische Documentatie (holland nemzeti művészettörténeti dokumentációs hivatal) szerint Amszterdamban tanulta ki a festészetet, amikor Johannes Remmers tapétagyárában dolgozott. 1772-ben Anthony Palthétől megvásárolta a gyárat. 1775-ben feleségül vette Agatha Ketelt, Palthe özvegyét, akit 1773-ban gyászruhában festett meg. Ugyanebben az évben ellátogatott Angliába és Belgiumba.
Az 1780-as években öt éven át a Haarlemse Tekenacademie (haarlemi festőiskola) egyik igazgatója volt. 1786-tól 1819-ig a haarlemi Teylers Stichting házfelügyelője (kastelein) volt és a Fundatiehuisban lakott a művészeti gyűjtemény kurátoraként. 1785-ben foglalta el tisztségét, miután elődje Vincent Jansz van der Vinne távozni kényszerült, mert összetűzésbe került Martin van Marummal a kövületek és műszaki eszközök gyűjteményének vezetőjével.
Hendricks számos műtárgyat restaurált. Egy műhelyet tartott fenn erre a célra az egykori Teylers festőakadémia egyik szalonjában. Kurátorként felelős volt a művészeti gyűjtemény bővítéséért, s e miatt számos hollandiai árverésen részt vett és festményeket vásárolt. 1790-ben sikerült megvásárolnia az úgynevezett Odescalchi gyűjteményt, Krisztina svéd királynő ezerhétszáz olasz festményből álló gyűjteményét. A gyűjteményben számos értékes festmény találtató, többek között Michelangelo és Raffaello művei. Ezek a Teylers Múzeum gyűjteményének legértékesebb műtárgyai.
Miután felesége, Agatha Ketel 1802-ben elhunyt, 1806-ban újranősült, J. Radecker városi orgonista özvegyét, Geertruid Harmsent vette feleségül. Az asszony 1817-ben hunyt el. Hendricks két évvel később a haarlemi Oude Gracht (régi csatorna) egyik házába költözött át. Itt hunyt el 1831-ben.
Hendricks ezen kívül a városi kórház igazgatótanácsának is tagja volt, valamint a városi tanácsban is részt vett. Számos diákja volt, többek között Hermanus van Brussel, Warnaar Horstink, Gerrit Johan van Leeuwen, Hendrina Alida Sollewijn, Abraham Vallenduuk és Jacobus Vrijmoet.

## Munkássága
Wybrand Hendricks hírnevét elsősorban portréi alapozták meg, de készített tájképeket és csendéleteket is, amelyek Jan van Huysum munkásságára emlékeztetnek. Számos festményt készített a Teylers Múzeum számára. Híres a múzeumot üzemeltető alapítvány, a Teylers Stichting igazgatóiról készített festménye, az ovális teremről valamint a Fundatiehuis belső udvaráról készített festménye. Az utóbbi kettő konvex tükrök segítségével készítette, mivel ezek nélkül lehetetlen lett volna perspektivikusan megfesteni azokat. Számos portrét festett. Megrendelői között voltak többek között idősebb Jacob van der Vos, Christiaan Scholten, Christiaan van Orsoy, Jan Petrus Scholten van Aschat, Frederik Alexander Vernède, Wernerus Köhne, Adriaan van der Willigen és Martinus van Marum.

## Híres festményei

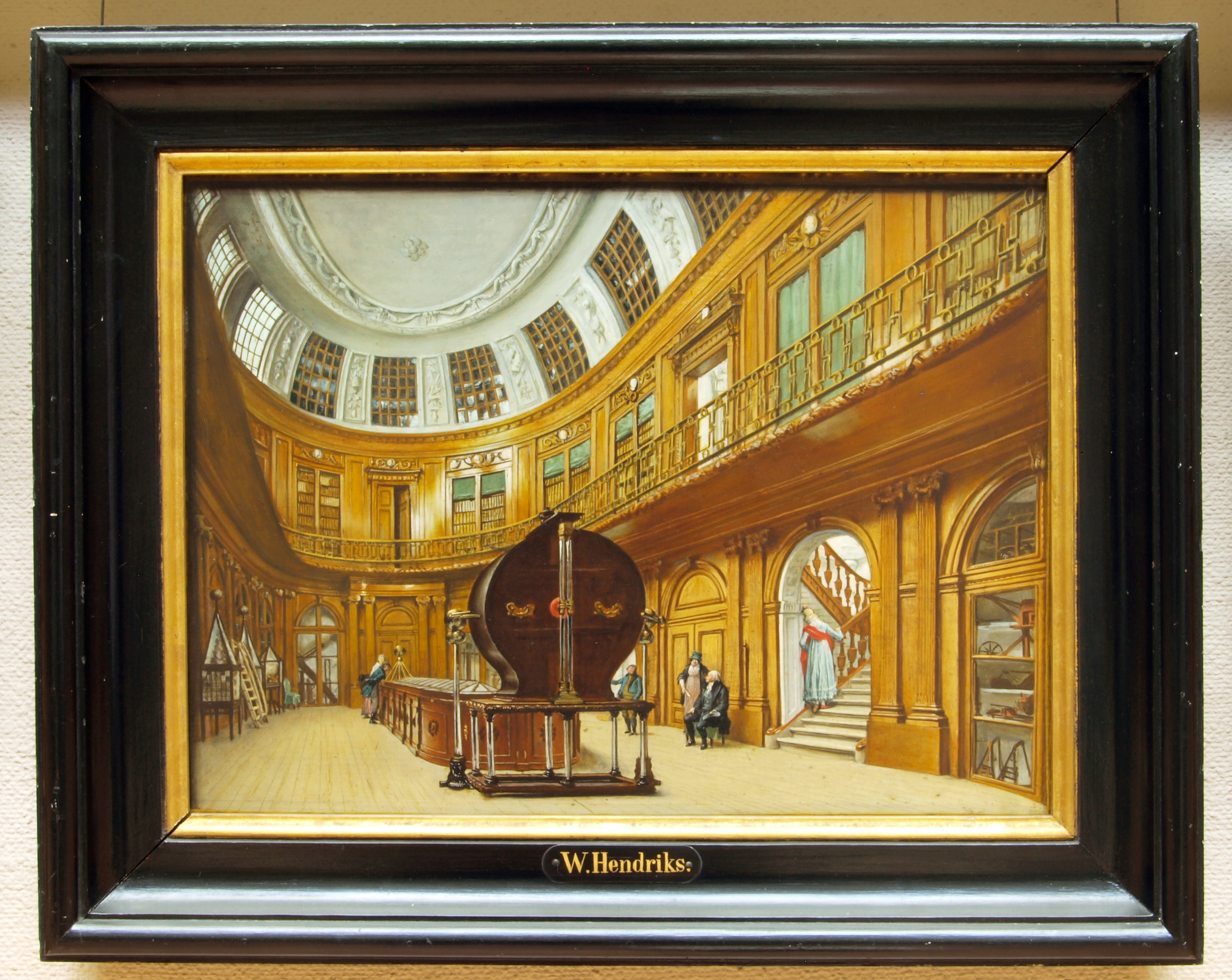
A Teylers Múzeum ovális terme (1800-1820 között készült)
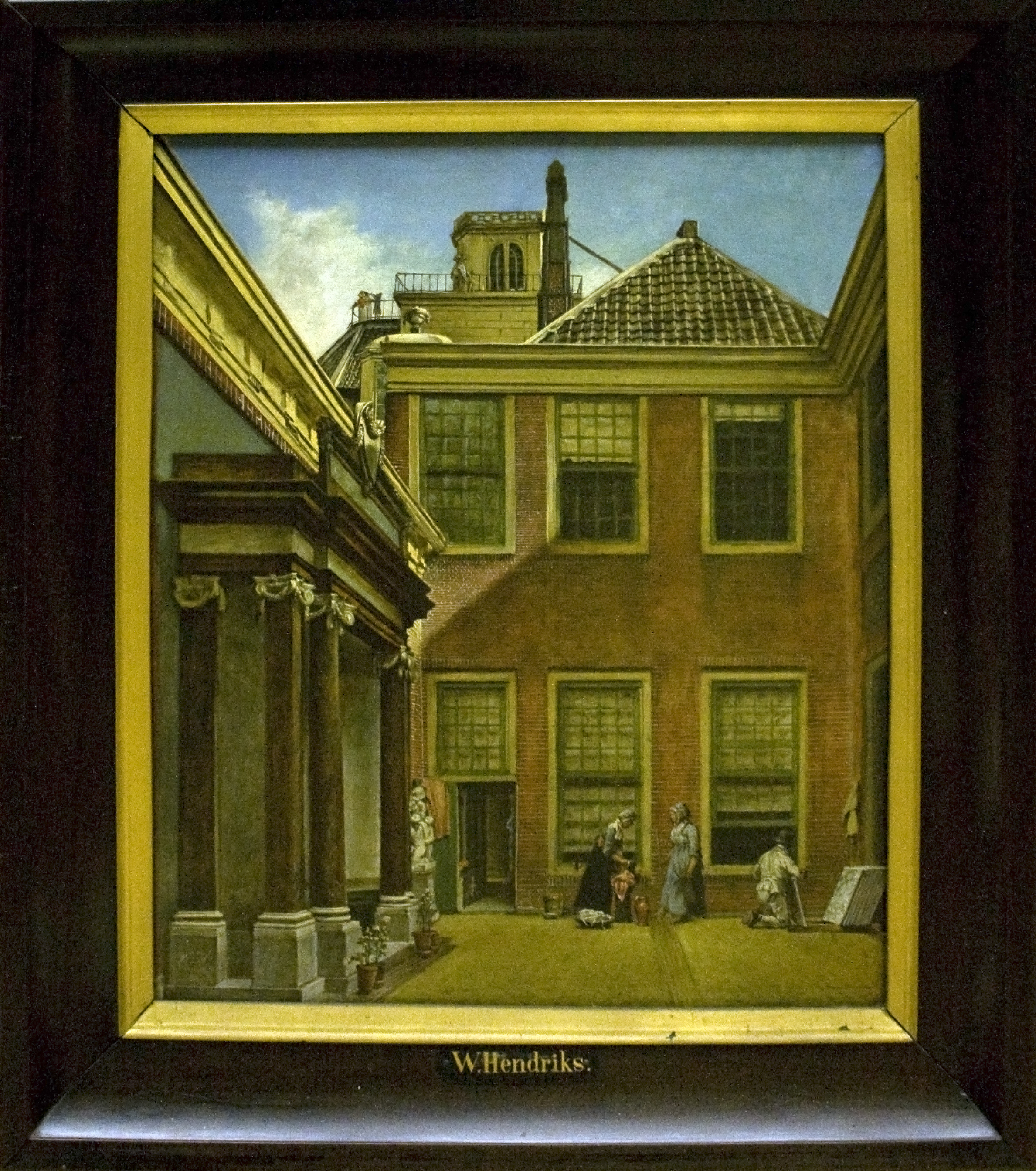
A Fundatiehuis belső udvara (1800)
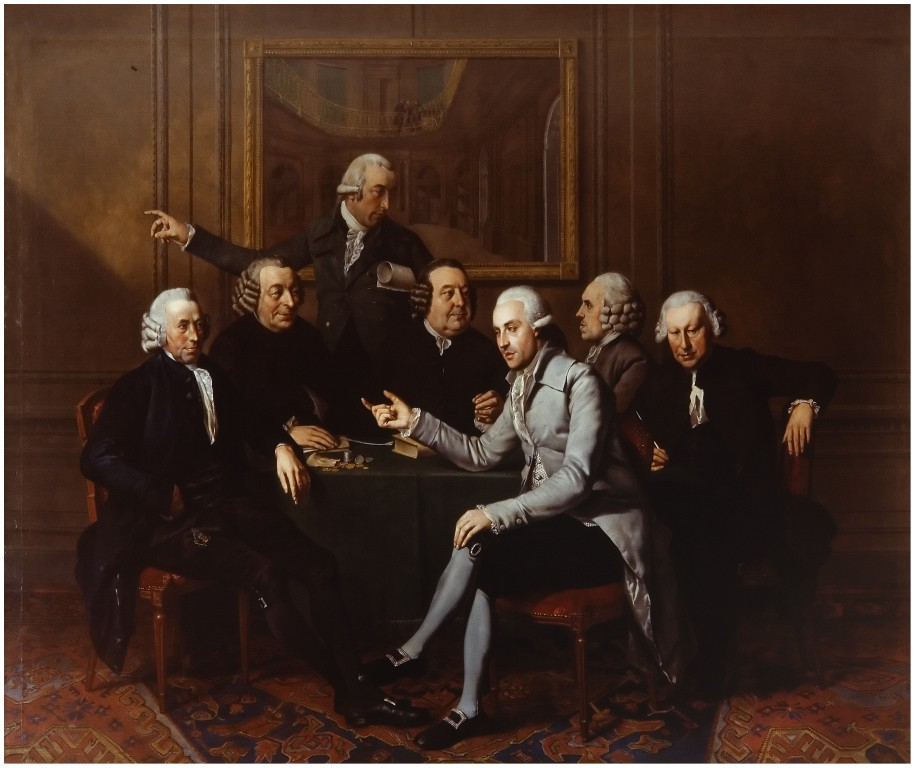
A Teylers Stichting kurátorai (1786)
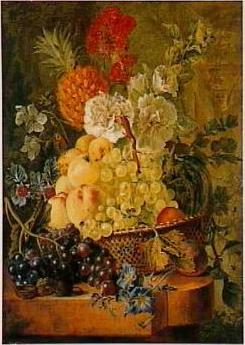
Virágok és gyümölcskosár
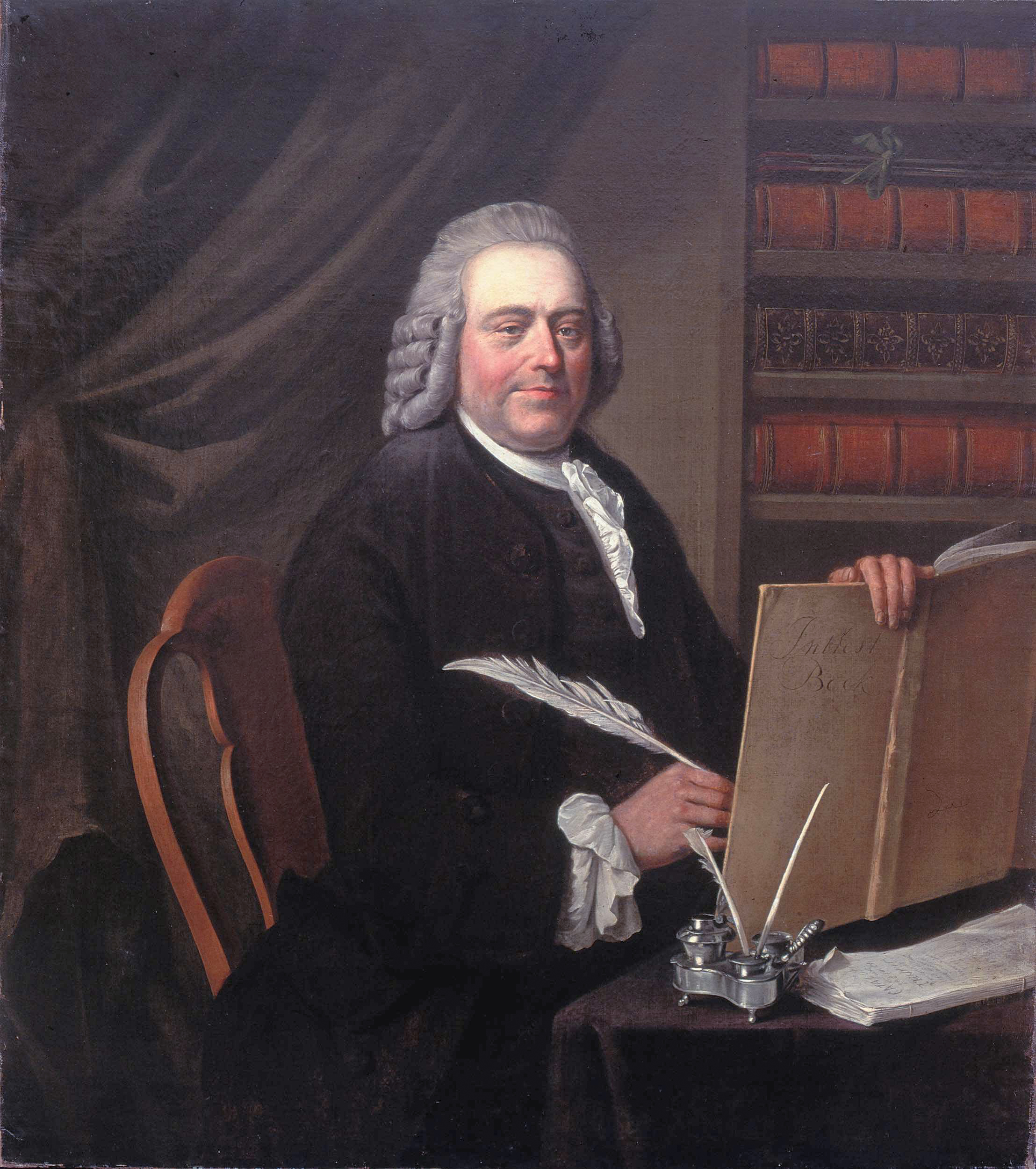
Pieter Teyler portréja (1787)
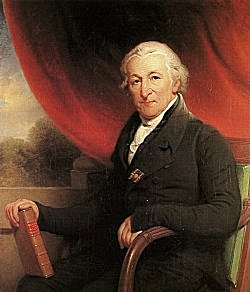
Martinus van Marum portréja (1826)